# Greta Neimanas
Greta Neimanas (* 4. Mai 1988 in Chicago) ist eine US-amerikanische Radsporttrainerin und ehemalige Paracyclerin. Als Aktive startete sie in der Klasse C5.

## Sportlicher Werdegang
Greta Neimanas wurde ohne linken Unterarm geboren. In ihrer High School war sie Kapitänin der Fußballmannschaft. Als sie 16 war, gewann sie bei einem Wettbewerb zum Thema „What Ability Means to Me“ eine Reise zu den Sommer-Paralympics 2004 in Athen. Dort war sie derartig fasziniert vom Radsport, dass sie selbst 2005 mit dem Training begann. Sie wurde in ein Camp des Nationalteams eingeladen und zog 2007 nach Colorado Springs, um im U.S. Olympic Training Center zu trainieren.
2008 qualifizierte sich Neimans für die Paralympics in Peking, blieb aber ohne Medaille. 2012 gewann sie den Gesamt-Weltcup sowie 2015 den Weltmeistertitel im Scratch. Ihre Stärke war das Einzelzeitfahren auf der Straße, in dem sie 2013 Weltmeisterin wurde. Bei den Paralympics 2012 in London ging sie in vier Rennen an den Start, blieb aber ohne Medaille und belegte zwei vierte Plätze. 2014 fuhr sie als erste behinderte Sportlerin die Kalifornien-Rundfahrt.
Im Juni 2015 hatte Greta Neimanas einen schweren Sturz bei einem Weltcuprennen in Italien. Es war ihr letztes Rennen. Wegen der andauernden Folgen der Verletzungen, die sie dabei erlitt, trat sie 2016 offiziell vom aktiven Radsport zurück. Insgesamt errang sie im Laufe ihrer aktiven Zeit zwölf nationale Titel und 17 WM-Medaillen.

## Berufliches
Seit 2018 ist Neimanas Cheftrainerin des Radsportteams für behinderte Angehörige der US Navy („U.S. Navy’s Safe Harbor cycling“) und trainiert das Team auch für die Teilnahme an den Invictus Games.
Darüber hinaus engagiert sich Greta Neimanas in der Athletenkommission der Welt-Anti-Doping-Agentur (WADA) sowie als Sprecherin der Paracycler beim United States Olympic Committee.